# Sesión vermú
Sesión vermú es el título del décimo álbum de estudio del grupo de rock español Siniestro Total. Fue grabado en la ciudad de Vigo entre los meses de junio y de septiembre de 1997 y posteriormente mezclado por Joe Hardy en los Ardent Studios de Memphis. Se lanzó al mercado a finales del mismo 1997 por Virgin.

## Lista de canciones
1. «A poco más (de metro escaso)» - 3:30
2. «Joder, Cristina» - 3:10
3. «Comisaría» - 2:56
4. «¿Quién vengo siendo?» - 4:20
5. «Así a todo aínda menos mal» - 3:10
6. «Allá tú» - 3:31
7. «De por sí» - 4:01
8. «Chusma» - 4:00
9. «Bueno, pero no empecemos a chuparnos las pollas todavía» - 3:56
10. «Paz, amor y comprensión» - 3:05
11. «Que me follo encima» - 3:50
12. «El enemigo parpadea» - 4:30
13. «Inspección rutinaria de caseríos» (instrumental) - 1:40